# Jazzblues
Unter Jazzblues versteht man in der Regel eine Komposition, die auf der Bluesform aufbaut, aber harmonisch weiterentwickelt ist und mit Mitteln des Jazz interpretiert und somit zur Improvisation genutzt wird. Aufgrund der kurzen, sich wiederholenden Form gilt der Jazzblues als Test für die Kreativität und Autorität der improvisierenden Solisten.
Im Jazzblues werden die Melodien in der Regel nicht gesungen, sondern nur instrumental interpretiert, was bereits in der Komposition berücksichtigt wird. Stücke des Jazzrepertoires, die auf dem Bluesschema hinsichtlich der Takt- und Harmoniefolge aufbauen, werden als Jazzblues bezeichnet, beispielsweise „C Jam Blues“, „Blue Monk“, „Straight No Chaser“, „All Blues“, „Au Privave“, „Billie’s Bounce“ oder „Blues for Alice“. Blues meint dabei eine spezielle Chorus-Struktur von 12 Takten, die wiederholt wird und in ihren Harmonien aus dem traditionellen Blues abgeleitet ist. Dabei werden die harmonischen Strukturen im Vergleich zu einem klassischen Blues z. T. verändert und variiert. Allerdings bleibt dabei das Grundgerüst (beispielsweise im Takt fünf immer Subdominante) zumeist ebenso erhalten wie die zwölftaktige Form. 
Einige Jazzblues-Kompositionen sind allerdings komplexer angelegt. Es können im Jazzblues gegenüber dem Standardblues sowohl Akkordfolgen verändert als auch einzelne Akkorde substituiert werden. Zum Beispiel indem an der Stelle eines Dominantseptakkordes ein alterierter Akkord auf dem gleichen Grundton gespielt wird oder auch ein Dominantseptakkord, dessen Grundton um eine verminderte Quinte gegenüber dem eigentlichen Grundton verschoben ist.
- Grund-Schema mit konkreten Akkordsymbolen in F:

||  F7 / / /    |  Bb7 / / /   |  F7 / / /   |  Cm7 /  F7 /   |  
|  Bb7 / / /   |  Bdim / / /   |  F7 / / /   |  Am7 / D7 /   |  
|  Gm7 / / /   |  C7 / / /   |  F7 /  D7 /   |  Gm7 / C7alt /   ||
- Grund-Schema Moll-Blues in Cm:

||  Cm7 / / /    |  Fm7 / / /   |  Cm7 / / /   |  Gm7b5 / C7alt /   |  
|  Fm7 / / /   |  Fm7 / / /   |  Cm7 / / /   |  Cm7 / / /   |  
|  Ab7b5 / / /   |  G7alt / / /   |  Cm7 / / /   |  Dm7b5 / G7alt /   ||
- Grund-Schema im Dixieland-Jazz in Bb:

||  Bb / / /    |  Eb7 / / /   |  Bb / / /   |  Bb7 / / /   |  
|  Eb7 / / /   |  Eb7 / Eo /   |  Bb / / /   |  G7 / / /   |  
|  Cm7 / / /   |  F7 / / /   |  Bb / Eb7 /   |  Bb / F7 /   ||